# 音楽

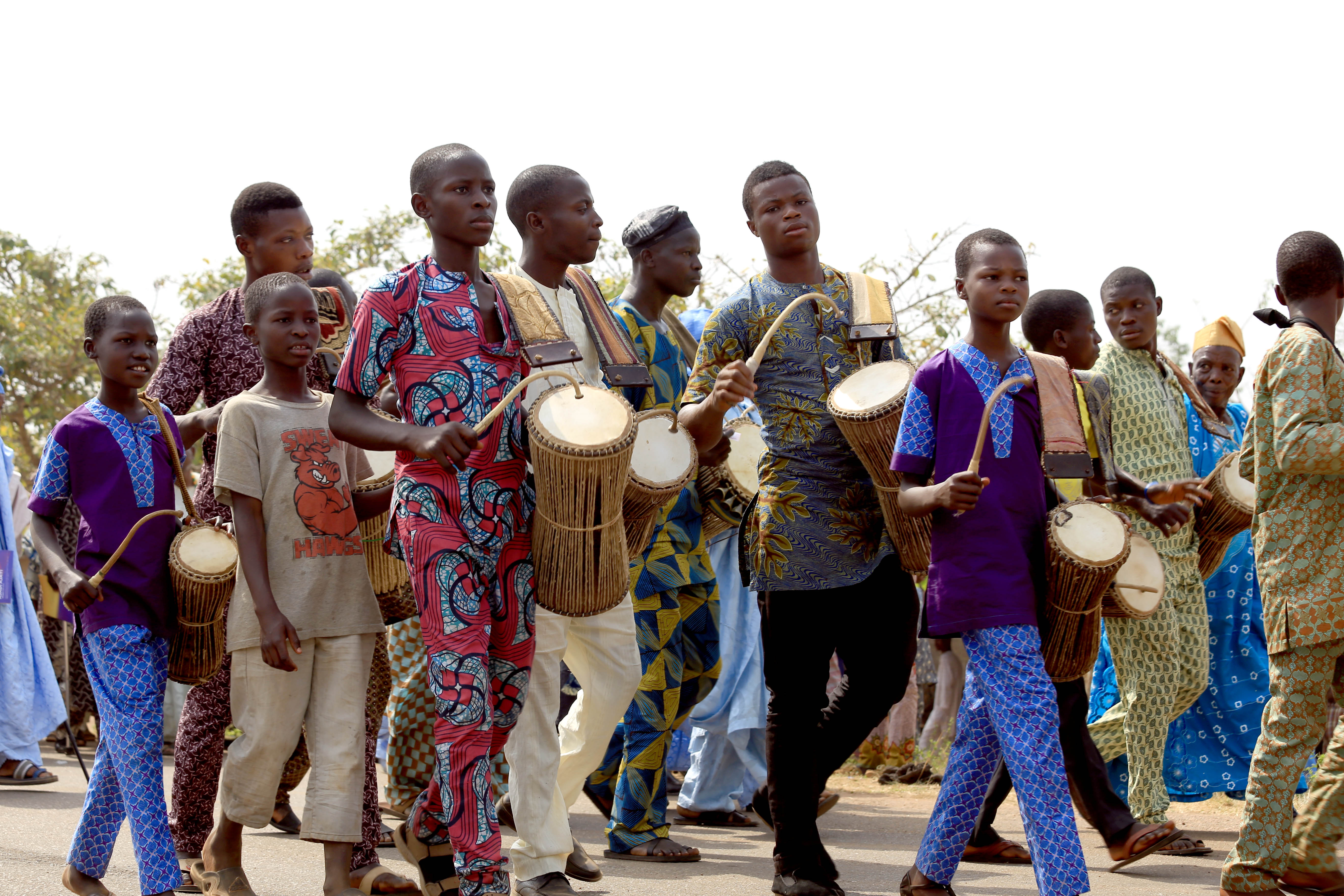
アフリカ大陸、ナイジェリア・オスン州の伝統的なドラマーによるドラムの演奏。アメリカに移った黒人はジャズやブルースを生み、世界中に広がった。

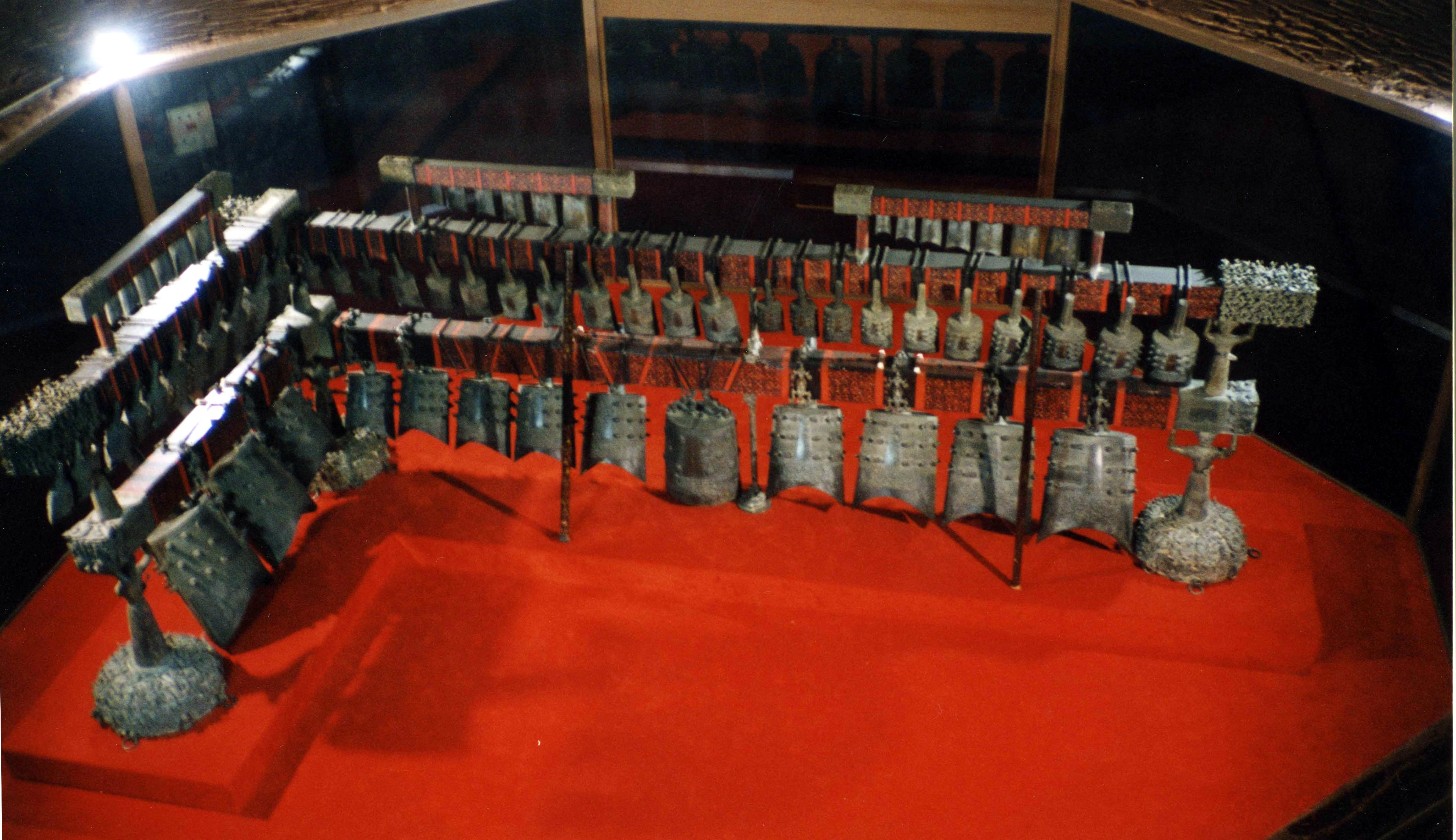
中国の雅楽を演奏するための楽器編成例。紀元前433年のもの。中国の雅楽が、漢字文化圏の朝鮮の雅楽や日本の雅楽に大きな影響を与えた。

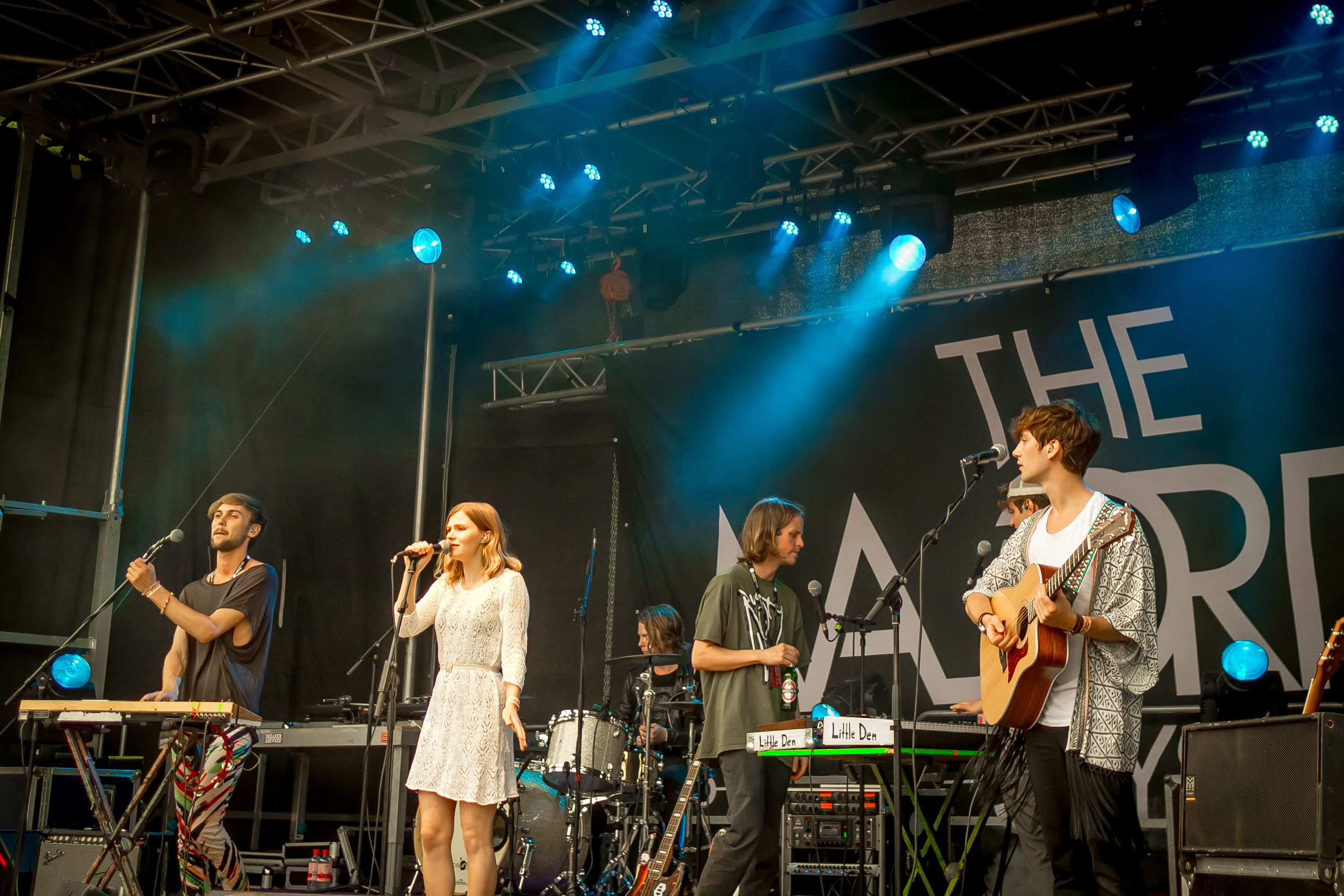
現代では若者や大衆の間で日常的に広く聞かれている音楽は、いわゆるポピュラー音楽で、歌声（ヴォーカル）に歌詞をのせて楽器の伴奏が伴う

音楽（おんがく、英語: Music、フランス語: Musique、イタリア語: Musica、スペイン語: Música）とは、音による芸術である。音楽はあらゆる人間社会にみられる普遍文化だが、その定義は文化によって様々である。音楽は先史時代から存在したとされる。

## 定義
広辞苑では「音による芸術」と定義されている。
4世紀古代ローマの哲学者、アウグスティヌスの『音楽論』では「Musica est scientia bene modulandi（音楽とは音を良く整えるスキエンティアである）」とされた。ジョン・ブラッキングの書では「人間が組織づけた音」とされた。ジョン・ケージは「音楽は音である。コンサートホールの中と外とを問わず、われわれを取り巻く音である。」と語った。

## 語源
『呂氏春秋』（紀元前239年に完成）に既に「音楽」という表現がみられる。
音楽の由来するものは遠し、度量に於いて生じ、太一に於いて本づく（『呂氏春秋』大楽）
英語の"Music"を始め、ヨーロッパの多くの言語においては、古代ギリシャ語のμουσική （mousike; 「ムーサの技［わざ］」の意）を語源とする。ムーサはミューズの名でも知られる芸術や文化を司る女神である。

## 分類・種類

### 各国の音楽
- カナダの音楽（英語版）、アメリカ合衆国の音楽、メキシコの音楽（英語版）
- グアテマラの音楽（英語版）、エルサルバドルの音楽（英語版）、ホンジュラスの音楽（英語版）
- コロンビアの音楽（英語版）、エクアドルの音楽（英語版）、ペルーの音楽（英語版）、ブラジル音楽
- フィンランドの音楽（英語版）、ノルウェーの音楽（英語版）、スウェーデンの音楽（英語版）、デンマークの音楽（英語版）
- エストニアの音楽（英語版）、リトアニアの音楽（英語版）、ポーランドの音楽（英語版）、ドイツの音楽（英語版）、ベルギーの音楽（英語版）、フランスの音楽（英語版）
- 南アフリカの音楽、ナミビアの音楽、ボツワナの音楽（英語版）、モロッコの音楽、アルジェリアの音楽（英語版）、リビアの音楽（英語版）
- トルコの音楽、シリアの音楽（英語版）、イラクの音楽（英語版）、カザフスタンの音楽、ウズベキスタンの音楽、 トルクメニスタンの音楽、アフガニスタンの音楽、インドの音楽、パキスタンの音楽（英語版）、インドネシアの音楽、ベトナムの音楽、中国の音楽、朝鮮の音楽（北朝鮮の音楽（英語版）、韓国の音楽（英語版））、日本の音楽

### ジャンル
音楽の「ジャンル」とは、音楽の様式や形式のこと。古来より音楽は多くの社会で娯楽、宗教、儀式などを通じ、生活に密接したものになっており、多くの特徴ある形式や様式を生み出してきた。
音楽のジャンルは、現在聞くことの出来る音楽の様式・形式であると同時に、発生した源、歴史の手がかりとなっている。
現代の音楽は、様々なジャンルの複雑な合成になっていることが多い。

## 歴史

### 古代の音楽の歴史
音楽は有史以前から行われていたとされるが、それがいつ何処で、どのような形で始まったかは定かでない。ただ、それは歌から始まったのではないかと考えられている。西洋では、古代ギリシアの時代にはピタゴラスやプラトンにより音楽理論や音楽に関する哲学が始まっており、古代ギリシアの音楽はギリシア悲劇や詩に伴う音楽が主であった。これが後のクラシック音楽に繋がっている。
東洋では、江戸時代まで総検校塙保己一らによって温故堂で講談された和学や、中国神話によると、縄の発明者の氏族が歌舞や楽器、楽譜などを発明したとされる。塙保己一は、撚糸である縄や結縄の発祥を日本列島から出土する土器や房総半島飯岡の網小屋に遺る有結網に捜し求めた研究成果を群書類従に編纂した。
- 歌舞の発明者―『葛天氏』治めずして治まった時代の帝王。縄、衣、名の発明者でもある。
- 琴瑟の発明者―『伏羲』三皇の初代皇帝。魚釣り、結縄、魚網、鳥網、八卦の発明者でもある。
- 笙簧の発明者―『女媧』天を補修し人類を創造した女性。

### ジャンルごとの歴史
クラシック音楽の歴史
クラシック音楽の音楽史においては、8世紀頃まで遡ることができる。まず、この頃にキリスト教の聖歌であるグレゴリオ聖歌や、多声音楽が生まれ（中世西洋音楽）、これが発展し、15世紀にはブルゴーニュ公国のフランドル地方でルネサンス音楽が確立された。16世紀には本格的な器楽音楽の発達、オペラの誕生が起こり、宮廷の音楽が栄えた（バロック音楽）。これ以前の音楽を、初期音楽と呼ぶことが多い。その後18世紀半ばになると民衆にも音楽が広まり、古典派音楽と呼ばれる「形式」や「和声」に重点をおいた音楽に発展した。また、この頃から一般的に音楽が芸術として見られるようになる。19世紀には「表現」に重点を置いたロマン派音楽に移行し、各国の民謡などを取り入れた国民楽派も生まれる。20世紀頃には「気分」や「雰囲気」で表現する印象主義音楽や、和声および調の規制をなくした音楽などの近代音楽が生まれ、さらに第二次世界大戦後は現代音楽とよばれる自由な音楽に発展した。
ポピュラー音楽の歴史
ポピュラー音楽の歴史は17世紀頃、アメリカへの移民まで遡る。本格的に移民が行われるようになると、白人によるミュージカルのような劇場音楽が盛んになった。また、アフリカからの黒人により霊歌（スピリチュアル）、ブルースやゴスペルが始まった。19世紀末にはブルースが西洋音楽と融合し、スウィングや即興、ポリリズムが特徴的なジャズに発展していった。1920年代には、ブルースやスピリチュアル、アパラチア地方の民俗音楽が融合したカントリー・ミュージック（カントリー）が人気を集め、1940年代には電子楽器や激しいリズムセッションが特徴的なリズム・アンド・ブルース（R&B）、1950年代にはR&Bとゴスペルが融合したソウルミュージック（ソウル）が生まれた。さらに、1950年代半ばには、カントリー、ブルース、R&Bなどが融合したロックンロール（ロック）が現れ、1970年代にはヒップホップの動きが現れた。

### 日本の音楽の歴史
日本では、縄文時代から既に音楽が始まっていたが、5世紀から8世紀にかけて朝鮮半島・中国から音楽を取り入れたことからさまざまなジャンルの音楽が始まった。まず、平安時代に遣唐使を廃止して国風文化が栄えていた頃、外来音楽を組み込んだ雅楽が成立し、宮廷音楽が盛んになった。その後、鎌倉時代・室町時代には猿楽が始まり、能・狂言に発展した。江戸時代でも日本固有の音楽が発達し、俗楽（浄瑠璃、地歌、長唄、箏曲など）に発展した。明治時代以降は、音楽においても西洋化や大衆化が進み、西洋音楽の歌曲やピアノ曲が作曲された。1920年代には歌謡曲や流行歌などの昭和時代のポピュラー音楽が始まり、1960年代に入るとアメリカのポピュラー音楽や現代音楽が取り入れられ、ロックやフォークソングが盛んとなる一方、演歌が成立した。1990年代にはJ-POPが成立し隆盛を迎えた。

### 大衆化および産業化の歴史
ヨーロッパでは古くは王侯貴族や教会などが音楽家を保護し、そのなかで数々の名曲が生み出されていたが、18世紀頃よりヨーロッパにおいては市民の経済力が向上し、不特定多数の聴衆に向けての演奏会が盛んに行われるようになった。この傾向はフランス革命（1789年）以後、上記の特権階級の消滅や市民階級の経済力向上（貴族に代わるブルジョワ市民の台頭）に従ってさらに加速していった。
また、16世紀には活版印刷の発明によって楽譜も出版されるようになった。印刷楽譜はそれまでの書写によるものより量産性・正確性・価格のすべてにおいて優れたものであり、音楽、とくに同一の曲の普及に大きな役割を果たした。楽譜出版は、19世紀には商業モデルとして確立し、音楽産業の走りとなった。
19世紀末までは自分で演奏を行う場合以外は音楽を楽しむには基本的に音楽家が必要であったが、1877年にトーマス・エジソンが蓄音機を発明し、次いで1887年にエミール・ベルリナーがこれを円盤形に改良し、ここからレコードが登場すると、音楽そのものの個人所有が可能となり、これにより各個人が家庭で音楽を楽しむことも可能となった。
次いで、1920年代にラジオ放送が開始されマスメディアが音声を伝えることも可能になるとすぐに音楽番組が開始され、不特定多数の人々に一律の音楽を届けることが可能となり、音楽の大衆文化化が進んだ。そしてその基盤の上に、音楽の制作や流通、広告を生業とするレコード会社が出現し、大規模な音楽産業が成立することとなった。その後、テレビなどの新しいメディアの登場と普及、カセットテープや1980年代のコンパクトディスクの登場など新しい媒体の出現、1979年に発売されたウォークマンのような携帯音楽プレーヤーの登場などで音楽愛好者はさらに増加し、音楽産業は隆盛の一途をたどった。
音楽産業隆盛の流れは、1990年代後半にインターネットが普及し初めてから変化しはじめた。インターネットを介した音楽供給はそれまでのように音楽を保存した物理的な媒体をもはや必要とせず、物として音楽を所有する需要は減少の一途をたどった。一方で、音楽祭や演奏会はこの時期を通じて開催され続けており、ライブなどはむしろ隆盛を迎えているなど、音楽産業を巡る環境は変化し続けている。

## 要素
音の要素
音には、基本周波数（音の高さ、音高）、含まれる周波数（音色、和音など）、大きさ（音量）、周期性（リズム）、音源の方向などの要素がある。
西洋音楽における三要素の概念
上記の要素に関連して、いわゆる西洋音楽の世界では、一般に音楽はリズム、メロディー、ハーモニーの三要素からなる、と考えられている。だが実際の楽曲では、それぞれが密接に結びついているので一つだけを明確に取り出せるわけではない。また、音楽であるために三要素が絶対必要という意味ではない。たとえば西洋音楽以外ではハーモニーは存在しないか希薄であることが多いし、逆に一部の要素が西洋音楽の常識ではありえないほど高度な進化を遂げた音楽も存在する。このようにこれら三要素の考え方は決して完全とは言えないが、音楽を理解したり習得しようとする時に実際に用いられ、効果をあげている。
西洋音楽において和声が確立した音楽におけるメロディ
メロディ（旋律）は特に和音の構成によってなされており、和音は周波数のおよそ整数比率によって発生する。
音の発生方法
音を発生する方法には声、口笛、手拍子、楽器などがある。西洋の伝統的な分類法においては楽器は息を吹き込む管楽器、弦を振動させることで音を出す弦楽器、そして楽器そのものを打ったり振ったりして音を出す打楽器（太鼓など）の3つに分類される。楽器は地域的な特色が強く出るものであり、西洋音楽の普及によって西洋起源の楽器が世界中に広まっていった後も、世界各地にはその土地ならではの特徴的な楽器が多く存在し、同じ楽器でも使用する素材が異なることも珍しくない。

## 音楽行為
音楽行為に関しては、現代では一般的に「作曲」「演奏」「鑑賞」が基本として考えられている。作曲とは、作曲者の心に感じた事を音によって表現することである。演奏とは、再現芸術ともよばれ、作曲された音楽を実際に音として表現する行為であり、原曲を変え（＝編曲）つつ演奏したり、声楽曲を器楽曲に変える（編曲）等した上で演奏する行為も演奏行為とされる。（#演奏）。鑑賞とは、音楽を聴いてそれを味わったり、価値を見極めたりすることである。

### 作曲
作曲とは、曲を作ること、あるいは音楽の次第を考案することである。具体的には、楽譜を作成することもあれば、即興演奏という方法で楽譜制作は抜いて、作曲をすると同時に演奏をしていくこともある。また、作曲者は楽譜を作るにあたって、様々な音を形で表したもの（いわゆる音符や記号など）を五線譜に従い、その音を置くことによって、リズムのある「音楽」に仕上がる。

### 演奏
演奏とは、実際に音を出すこと、つまり音楽を奏でることであり、楽器を奏することだけでなく、広義には歌を歌うことも含まれる。演奏には即興演奏もあれば、譜面に従った演奏もある。中でもジャズでは即興演奏が多用される一方で、クラシック音楽では通常は譜面の音符の通りに演奏されている。真に機械だけによる演奏は自動演奏と呼ばれている。

### 鑑賞
音楽鑑賞とは、人または機械が行った演奏やその録音を自分の聴覚で聴き、それを鑑賞することである。また音楽作品を聴いてそれの「品定め」することを指す場合もある。

## 楽器編成
楽器の編成は演奏する楽曲の音楽ジャンルと関連がある。
楽器編成は、音楽ジャンル→編成という構成で説明をすると理解しやすいものであり、たとえば以下のようなものがある。
クラシック音楽
- オーケストラ（通常、弦楽器、木管楽器、金管楽器、打楽器から成る）
  - 一般的な「2管編成」だと35人～70人程度。「2管編成」を細かく説明すると、弦楽器は第1バイオリン 8-12人程、第２バイオリン6-10人程、ビオラ 4-8人ほど、チェロ 3-6人ほど、コントラバス 1-4人程。木管楽器はフルート 2人、オーボエ 2人、クラリネット 2人、ファゴット 2人。金管楽器はホルン 2-4人程、トランペット 2人、トロンボーン 2人、チューバ 1人。打楽器は1-2人（主にティンパニ、あとは様々。）。
  - 「5管編成」で120人程度であり、音の厚みを感じさせる。

オーケストラの編成の詳細については オーケストラ#編成 で解説。
- 室内オーケストラ（10〜20名程度と小規模なオーケストラ）
- アンサンブル
- カルテット（四つの楽器）
- トリオ（三つの楽器）
- デュオ（一対の楽器（や歌手））

ジャズ
- コンボ（小編成）
- ビッグバンド（「フルバンド」で総勢17名前後の編成。基本はドラム・ピアノ・ギター・ベースのリズムセクションおよび、トランペットｘ4、トロンボーンｘ4、サックスｘ5。スウィング・ジャズなどの演奏で採用される。）

ジャズの楽器編成については バンド (音楽)#ジャズバンド で解説。
ロック・ミュージック
次のような編成が一般的である。
- ギター・トリオ（ギタリスト＋ベーシスト＋ドラマー。楽器名で言うと、エレクトリック・ギター + エレクトリック・ベース + ドラムス。ロックバンドの基本構成のひとつ）
- ギター・トリオ ＋ ボーカル（これもロックバンドの基本構成のひとつ）
- ギタリスト2人 + ベーシスト + ドラマー
- ギタリスト + ベーシスト + ドラマー + エレクトリックキーボード

この他の変則的な編成も多い。
ロックバンドの編成の詳細はバンド (音楽)#ロックバンド で解説。
吹奏楽
- マーチングバンド
- 英国式ブラスバンド

邦楽
- 雅楽
- 能楽
- 囃子
- 三曲合奏

## 生演奏 / 再生音楽
音楽はもともとは生演奏だけだったが、1877年にエディソンが蓄音機を発明して以降は記録・再生された「レコード音楽」あるいは「再生音楽」を楽しむことができるようになった。近年では人々の音楽を聴く行為を統計的に見ると、再生音楽が聴かれている時間・頻度が圧倒的に多くなっている。

### 生演奏

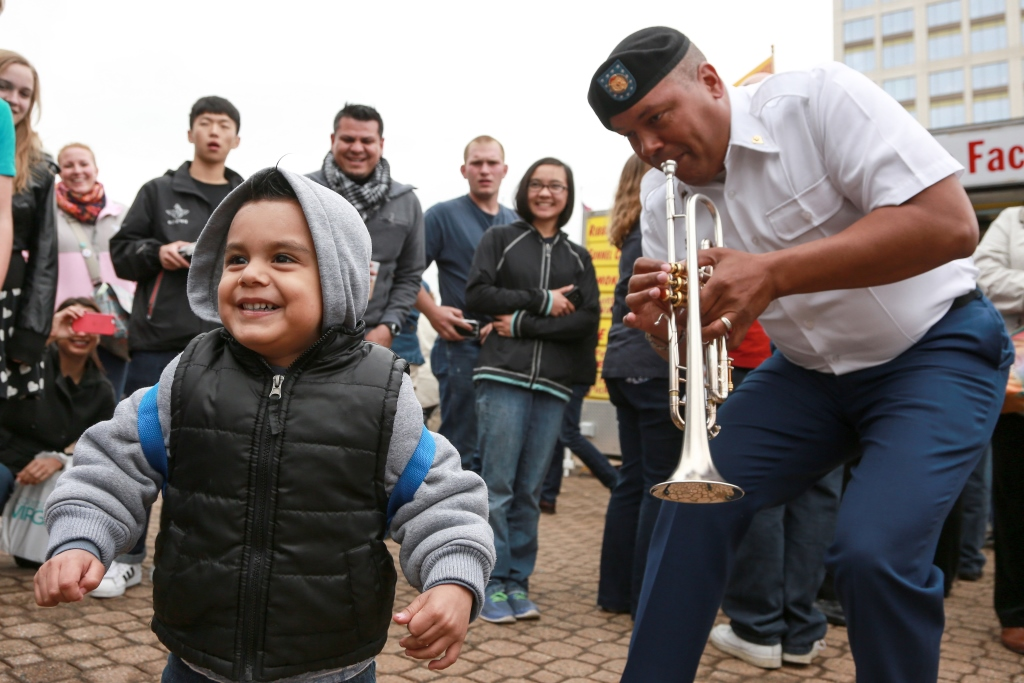
路上パフォーマンスを行うトランペット奏者

生演奏される音楽は、en:performing arts （パフォーミング・アート）の一種であり、舞台上で生身の俳優によって行われる演劇や、生で踊られるダンスなど、他のパフォーミング・アートと同様に、パフォーマーがパフォームするたびに、多かれ少なかれ、異なるという特徴がある。

### 記録と録音技術
音楽の記録・伝達方法として最も古いものは口承であるが、やがていくつかの民族は音楽を記号の形にして記す、いわゆる楽譜を発明し使用するようになった。各民族では様々な記譜法が開発されたが、11世紀初頭にイタリアのグイード・ダレッツォが譜線を利用した記譜法を開発し、これが徐々に改良されて17世紀に入るとヨーロッパにおいて五線譜が発明された。五線譜はすべての楽曲や楽器の表記に使用でき、さらに譜面上で作曲もできるほど完成度が高かったため、以後これが楽譜の主流となった。
楽譜はあくまでも音楽のデータを記号に変換して記すものにすぎなかったが、1877年にトーマス・エジソンが蝋菅録音機（蝋のチューブを用いる、蓄音機の初期のもの）を発明すると、音楽そのものの記録が可能となった。録音の技術はその後も発達し続けた。
記録・配布用媒体の歴史

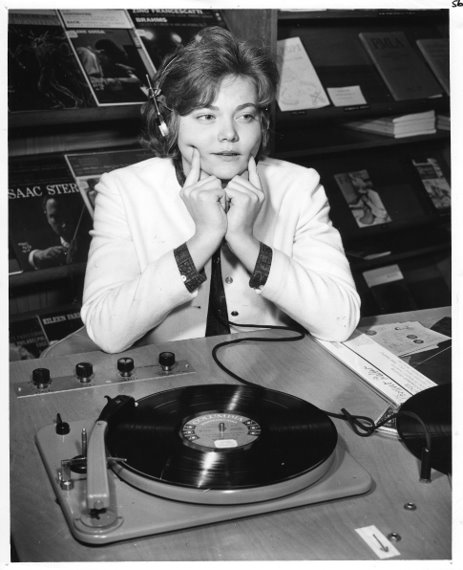
レコードを聴く女性（1958年）

音楽の記録と伝達には様々な媒体が使われてきた。エジソンの蓄音機以降のものを、歴史の長い古いものから挙げると、7インチ・レコード（7-inch records。回転速度が45RPMだったので「45s」とも。日本では「SP盤」と呼ぶ。en:Gramophone Companyにより1890年代ころから）、EP盤（1919年 -）、LP盤(1948年-）、オープンリールテープ（古くは19世紀末や20世紀初頭から）、コンパクトカセット（カセットテープ）（1962年-）が使われてきた歴史があり、デジタル方式の録音が可能な時代になってからはCD（1982年-）、MD（1992年-）が使われ、（映像・音響を兼ねる媒体の）ビデオテープ、LD（1970年代や80年代-）DVD（1996年頃-）、BD（2003年頃-）なども使われるようになった。1970年代後半に登場したパーソナルコンピュータが1990年代後半ころから一般家庭に普及して以降、フロッピーディスク、HDDのほかフラッシュメモリの技術を利用したSDメモリ（1999年-）、USBメモリー（2000年頃-）、SSD（本格的には2008年以降）などがある。2000年代からは媒体を持たずインターネットによる配信を利用する人も増えた。
媒体に記録された音楽はいわゆる再生機器（あるいは「録音再生機器」）によって再生される。たとえば蓄音機（1877年-）、レコードプレーヤー、ハイファイ装置、コンポーネントステレオ、ラジカセ（1960年代-）、携帯カセットプレーヤー（ウォークマンなど、1979年-）、CDプレーヤー（1982年-）、携帯CDプレーヤー（1984年-）、デジタルオーディオプレーヤー（iPodなど、2001年-）などである。21世紀にデジタル化が進んでから聴取環境は多様化し、家庭用PCのほかフィーチャーフォンやスマートフォンでも標準で再生機能を備えるようになった。
放送・配信

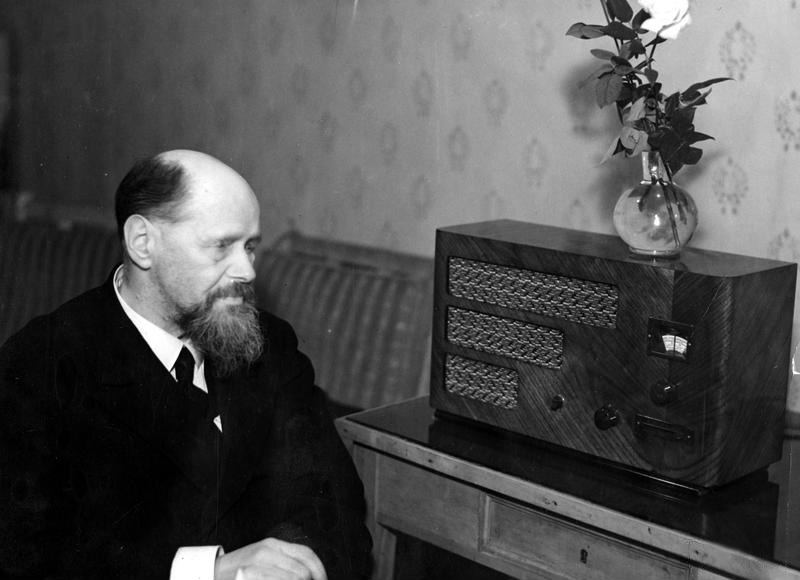
ラジオ放送を聴く人

音楽を人々に届ける経路（チャネル）としてはAM放送（1920年代ころ-）、FM放送（1933年-）などのラジオ放送や、テレビ放送（1930年代や40年代ころから。映像と音響を届ける）が使われ、21世紀にはデータ圧縮技術を活用して、インターネット経由の音楽配信が盛んとなってきている。デジタルでもハイレゾリューションオーディオ の高音質音源が登場した。

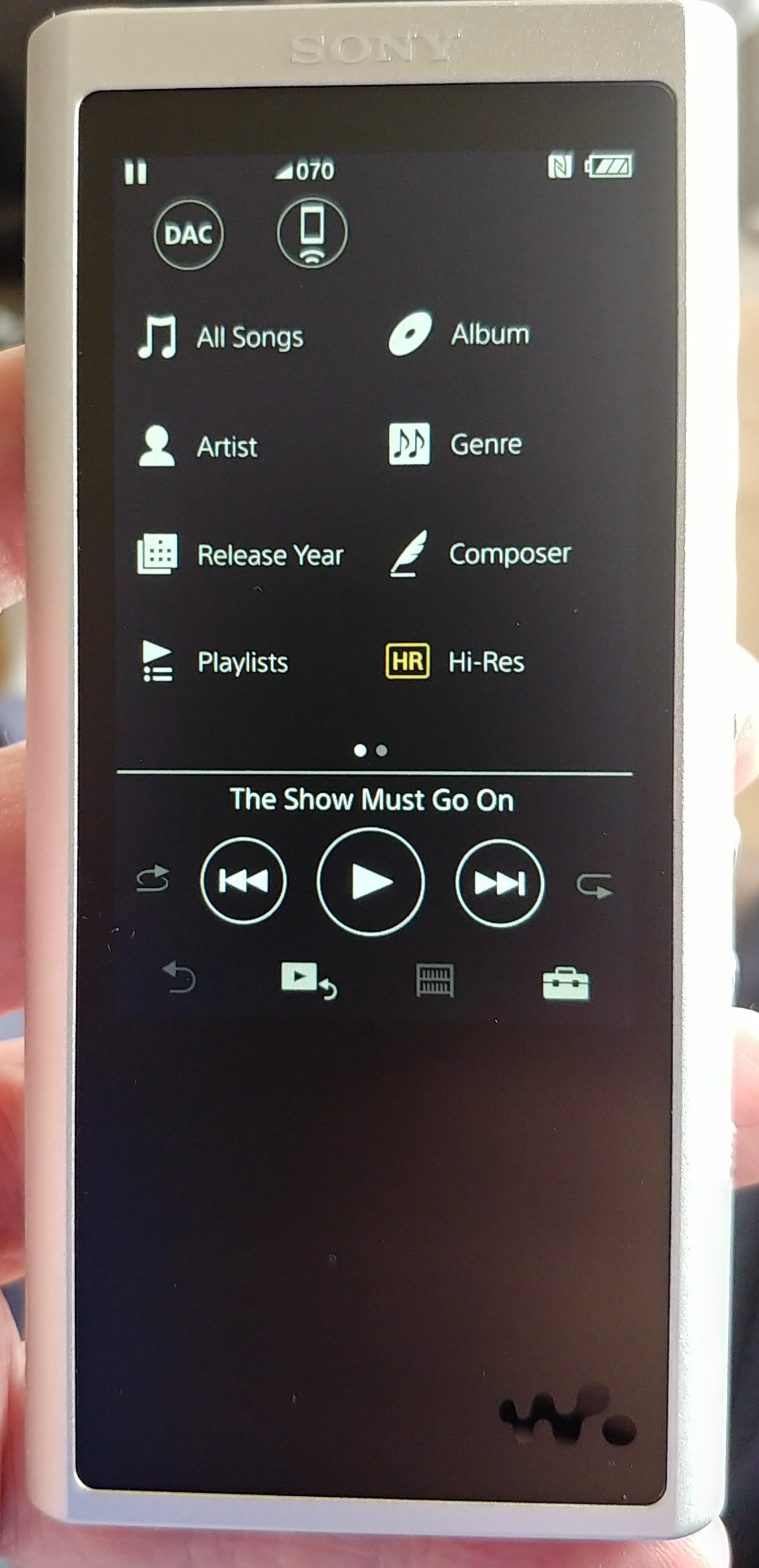
ソニーのハイレゾ・ウォークマン NW-ZX300

## 音楽と脳
音楽を、単なる「音」ではなく、また「言語」でもなく、「音楽」として認識する脳のメカニズムは、まだ詳しくわかっていない。それどころか、ヒトが周囲の雑多な音の中からどうやって声や音を分離して聞き分けているのかなど、聴覚認知の基本的なしくみすら未解明なことが多い。しかし、音楽と脳の関係について、以下のようないくつかの点はわかっている。
- 音楽に関係する脳：側頭葉を電気刺激すると音楽を体験するなどの報告から、一次聴覚野を含む側頭葉が関係していることは確かである。
- 音楽、とくにリズムと、身体を動かすことは関連している。
- 音楽には感情を増幅させる働きがある。たとえば映画・演劇などで、見せ場に効果的に音楽を挟むことによって観客の涙を誘ったり、あるいは怪談話の最中におどろおどろしい音楽を挟むことにより観客の恐怖感を煽る、といったものである。
- 幼い頃から練習を始めた音楽家は、非音楽家とくらべて大脳の左右半球を結ぶ連絡路である「脳梁」の前部が大きい（Schlaugら、1995）。楽器の演奏に必要な両手の協調運動や、リズム・和音・情感・楽譜の視覚刺激などといった様々な情報を左右の皮質の各部位で処理し、密接に左右連絡しあうことが関係している可能性がある。
- 絶対音感：聴いた音の音階、基準になる音との比較なしに、努力せずに識別できる能力のことで、9 - 12歳程度を超えると身に付けることができないといわれている。アジア系の人には絶対音感の持ち主が多いと言われているが正確なデータはなく、これが遺伝的、文化的要因のいずれによるのかも医学的な根拠は示されていない。また、絶対音感を持っている人と持っていない人では、音高を判断しているときに血流が増加する脳の部位が異なる。持っていない人では、音高を短期記憶として覚えることに関係する右前頭前野の活性が弱いのに対し、持っている人では記憶との照合をする、背外側前頭前野の活性が強かったという。また絶対音感保持者では側頭葉の左右非対称性（左＞右）が強いという（Zattoreら、2003）。
- 音楽と数学の関係：中世ヨーロッパで一般教養として体系化された「自由七科」では、音楽は数学的な学問の一つとして数えられている。また、子供に音楽の練習をさせると数学の成績が伸びたという報告（Rauscherら、1997）もあり、音楽と数学の関連性を示唆する。
- 楽器を習うと脳の両側が刺激され、記憶力が強化される[28]。
- 音楽は、認知機能を刺激し、幸福を促進し、生活の質を改善する[29]。リラックスしたり、エネルギーを増やしたり、思考を改善したり、その日のやる気を引き出したりする必要がある場合でも、明るい音楽は最も必要なときに追加のサポートを提供できる。科学者たちは、音楽を聴くことで、思考や動きを変えるさまざまな脳の領域を刺激できることを発見した[30]。
- 多くの研究は、勉強しながら環境音楽を聞く大学生は、不安が少なく、集中力があり、テストスコアが高いことを示している。 環境音には、自然音、アコースティックギター、ピアノ、電子音などの心地よい楽器音が含まれる。お気に入りの音楽の曲は、前向きな思い出をかき立て、気分を高め、落ち着いたリラックスできる雰囲気を作り出すことができる。環境音楽はまた、分析的思考と創造性に関与する脳内の領域を活性化し、情報を吸収して保持する脳の能力を高めると考えられる[30]。
- 残念ながら、音楽は脳に多くの恩恵をもたらすが、言語と音楽は脳の同じ部分で処理されるため、環境音楽以外の音楽を聴きながら作業をすると、創造性と読解力が著しく損なわれる。研究者たちは、音楽を聴くことによって、言語情報を記憶し、課題を完了する能力が破壊されると推測している[31][32]。

## 音楽と健康
音楽のなだめるようなやる気を起こさせる音は、心臓血管の健康へのさまざまな利点を含む、幅広い健康上の利点を提供する。適切な状況で適切な種類の音楽を使用すると、ニーズに応じて、感情的な状態と全体的な健康状態を向上させることができる。

## 学術研究
音楽を研究する学問として音楽学がある。音楽理論に関するものとしては音楽哲学、音楽美学がある。ほかに音楽の歴史を研究する音楽史、音楽教育学、音楽心理学、音楽音響学などもある。西洋音楽と各民族の民族音楽を比較研究する比較音楽学は、人類学の影響を受けて各民族の音楽文化を研究する民族音楽学へと変化した。また、文学研究でも音楽との関連などが研究される。研究者が音楽評論を書くこともある。

## 文化
その文化的発展度を問わず、音楽はどの民族にも普遍的に存在しており、様々に利用されてきた。軍隊の行軍や指揮に音楽はつきもので、現代においても多くの国家の軍は軍楽隊を所持している。日々の労働にリズムをつけ効率を高めるための労働歌もまた多くの民族に伝わっており、日本でも田植え歌や木遣などはこれにあたる。歌垣のように、求愛のために音楽を用いることも世界中に広く見られる。
魔術的・呪術的用途、さらには宗教的用途に音楽を使用することも多くの民族に共通しており、例えばヨーロッパにおいては教会が18世紀頃までは音楽の重要な担い手の一つだった。一方、1990年代にアフガニスタンで政権を打ち立てたターリバーンは、公共の場の音楽はイスラムの基準に合致しないと解釈しており、徹底的な弾圧を行った。2021年にターリバーンが復権した際には、直ちに有名歌手が殺害されたほか、弾圧を恐れたアフガニスタン国立音楽院の教師や生徒100人以上が国外へ脱出した。
ヨーロッパの中世大学教育における自由七科のひとつに音楽が含まれていたように、音楽は教養としても重視されることが多く、やがて19世紀に入り近代教育がはじまると、音楽も初等教育からそのカリキュラムの中に組み込まれていった。明治維新後の日本もこの考え方を踏襲したが、西洋音楽を扱える人材がほとんど存在しなかったため即時導入はできず、明治15年の「小学唱歌集」の発行を皮切りに徐々に唱歌が導入されていくこととなった。こうした一般教養としての音楽教育のほか、音楽のプロを育成する音楽学校も世界各地に存在し、さまざまな音楽家を育成している。
音楽はしばしば、民族のアイデンティティと結びつきナショナリズムの発露をもたらす。世界のほとんどの独立国が国歌を制定しているのもこの用途によるものである。国歌だけでなく、一般の音楽においてもこうしたつながりは珍しくない。19世紀にはナショナリズムのうねりの中で、当時の音楽の中心地であるドイツ・フランス・イタリア以外のヨーロッパ諸国において、自民族の音楽の要素を取り入れたクラシック音楽の確立を目指す国民楽派が現れ、多くの名作曲家が出現した。民族音楽においてもナショナリズムとのつながりは一般的に強いものがあり、また、ポピュラー音楽でも、民族を越えてその国家内で愛唱される場合、国民の統合をもたらす場合がある。